# Valdemunitella mesitis
Valdemunitella mesitis är en mossdjursart som först beskrevs av Ernst Marcus 1949.  Valdemunitella mesitis ingår i släktet Valdemunitella och familjen Calloporidae. Inga underarter finns listade i Catalogue of Life.